# X/ラストメロディー
「X/ラストメロディー」（エックス／ラストメロディー）は、鬼束ちひろの15枚目のシングル。

## 解説
2009年5月20日に発売。作詞・作曲は鬼束ちひろ、編曲・音楽プロデュースは坂本昌之。
体調不良による休養から復帰後初となるシングルで、活動休止前に発表された前作「蛍」から9ヶ月振りの作品発表となる。なお、両A面シングルとしては2001年の「infection/LITTLE BEAT RIFLE」以来となる。Amazon.co.jpのミュージックチャートでは、発売前にもかかわらずトップ10入りを記録した。
本作は2009年5月末までの期間限定生産で、オリジナル作品が期間限定生産で販売されるのは初の試みである。帯には「鬼束ちひろ2009キャンペーン」の応募券が付属しており、シングル「帰り路をなくして」「陽炎」付属の応募券と併せて応募すると、特典ポスターが抽選で当たるキャンペーンが行われた。

## 収録曲
1. X [5:00]
  - 作詞・作曲：鬼束ちひろ／編曲：坂本昌之

2008年に行われた『ROCK IN JAPAN FESTIVAL 2008』の出演時に新曲として初披露された楽曲。その際は富樫春生によるピアノ伴奏のみのアレンジで披露されたが、本作ではバンドサウンドとストリングスのアレンジが主体となって構成されている。なお、バンドサウンドの楽曲がシングルのA面として発表されるのは、2004年の「育つ雑草」以来である。『ROCKIN'ON JAPAN』（ロッキング・オン社刊）2009年5月号では、「マイ・ケミカル・ロマンスのようなロマンティックなダイナミズム」と評価された。曲のタイトルは、『ROCKIN'ON JAPAN』2009年6月号のインタビューにて、「曲の制作途中で思い浮かんだ記憶があり、それが呼び寄せたタイトル」とコメントしており、由来やイメージは一切ないという。
PVディレクターは柿本ケンサクが務め、共演としてコンテンポラリーダンサーの森山開次が出演している。
2. ラストメロディー [4:55]
  - 作詞・作曲：鬼束ちひろ／編曲：坂本昌之

本作が初出となる楽曲で、ピアノとバンドサウンドで構成されるロックバラード。CD発売に先駆け、2009年5月6日から着うたフルおよび着うたフルプラスの配信が開始された。本曲はPVが制作されていない。両A面扱いの楽曲でPVが制作されないのは初となる。

## 収録アルバム
X
- 『DOROTHY』
- 『"ONE OF PILLARS" 〜BEST OF CHIHIRO ONITSUKA 2000-2010〜』
- 『GOOD BYE TRAIN 〜ALL TIME BEST 2000-2013』
- 『REQUIEM AND SILENCE』

ラストメロディー
- 『DOROTHY』
- 『GOOD BYE TRAIN 〜ALL TIME BEST 2000-2013』
- 『REQUIEM AND SILENCE』